# John Scholl
Johannes Scholl (* 8. Juli 1827 in Münsingen; † 26. Februar 1916 in Abbott Township, Potter County, Pennsylvania) war ein deutsch-amerikanischer Bildschnitzer, der erst einige Jahre nach seinem Tod berühmt wurde. Er wurde dafür bekannt, dass er lediglich ein Klappmesser und Farbe benutzte, um seine farbenfrohen und symbolischen Holzskulpturen zu fertigen. Er gilt heute als einer der einflussreichsten Volkskünstler Pennsylvanias des 20. Jahrhunderts.

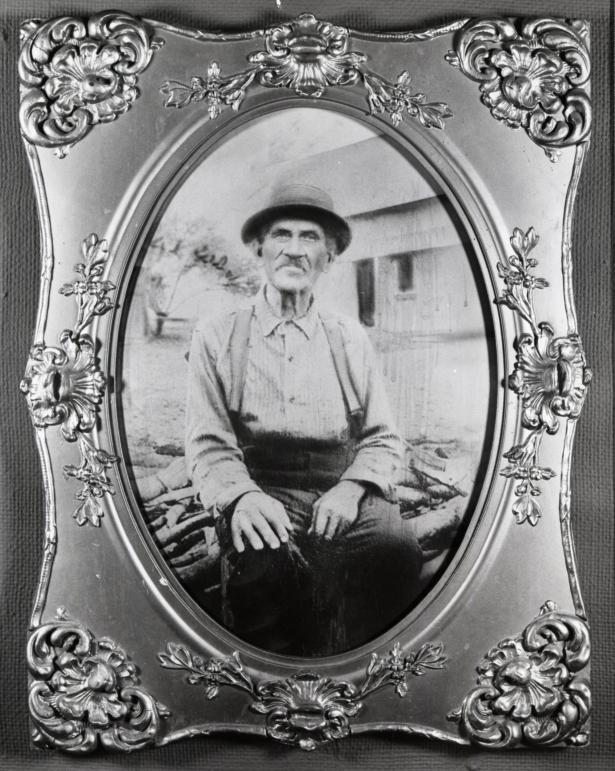
Porträt von John Scholl im American Folk Art Museum in Germania

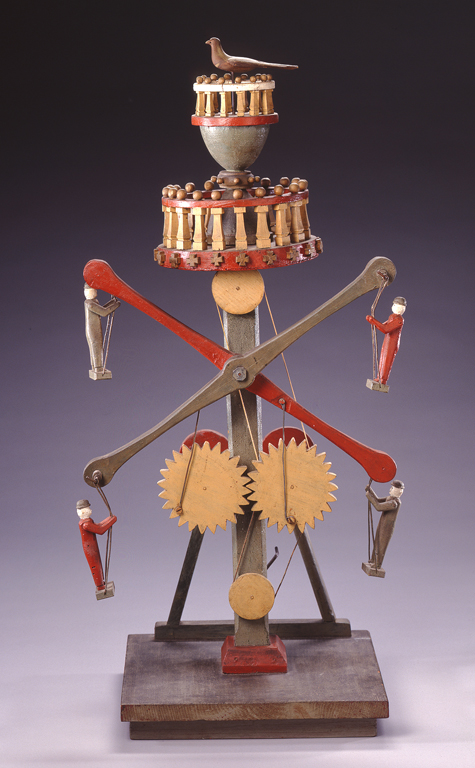
„Acrobats“ (geschnitztes und bemaltes Holz mit Metall und Leder), ca. 1910. Michael and Julie Hall Collection of American Folk Art.

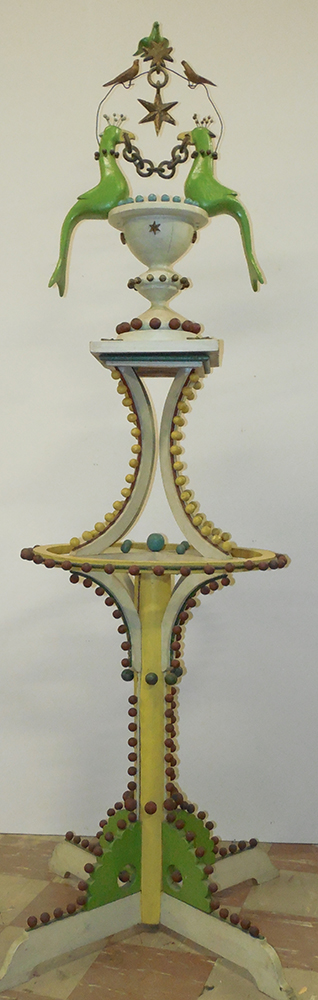
„Fountain with Peacocks“. The State Museum of Pennsylvania.

## Leben

### Kindheit
Scholl wurde als achtes von neun Kindern des Ehepaares Johann Friedrich und Maria Margartha Bleher aus Münsingen geboren und in der Martinskirche in Münsingen getauft. Über Scholls Leben, bevor er Europa verließ, ist wenig bekannt. Wahrscheinlich erhielt er eine Ausbildung als Zimmermann, da er bereits über die notwendige Erfahrung verfügte, als er sich in Pennsylvania niederließ.

### Ehe und Familie
Scholl heiratete Augusta Kushmaul 1853. Noch im selben Jahr verließen sie Deutschland und emigrierte in die Vereinigten Staaten. Bald darauf anglisierte er seinen Vornamen in John. Das Paar hatte 6 Kinder: Emma, Henry, Rose, Edward, Frederick und John.

### Anfänge in den Vereinigten Staaten
Scholl und seine Frau siedelten sich zunächst in einer Siedlung names Germania an. Dort gab es bereits eine große Anzahl deutschstämmiger Einwanderer, die nach der Deutschen Revolution 1848/1849 ausgewandert waren. Die Scholls lebten ab 1853 im Schuylkill County und zogen 1870 nach Abbott Township. Scholl trug als Zimmermann zum Aufbau seiner neuen Gemeinde bei, da er das Germania Hotel, die örtliche Brauerei und einige der ersten Häuser in der Gegend baute. Als gläubige Lutheraner besuchten Scholl und seine Familie die örtliche lutherische St. Matthaeus-Kirche, an deren Bau er ebenfalls beteiligt war.

### Späteres Leben und Tod
Scholl begann erst nach seinem Ruhestand im Alter von 80 Jahren mit der Schnitzerei und widmete sich gerne seinen Holzskulpturen. Er schuf 45 bekannte Kunstwerke, einige davon waren große Skulpturen, während andere kleiner waren, wie Spielzeuge und Puzzles. Seine Tischlerfähigkeiten beeinflussten seine Holzarbeiten mit Elementen der viktorianischen Architektur. Außerdem verwendete er leuchtende Farben wie Senfgelb, Hellblau und Grün, die Ende des 19. Jahrhunderts beliebte Außenfarben für Häuser waren. Viele seiner Werke enthielten hölzerne Glücksradfiguren, die nach 1900 häufig auf amerikanischen Jahrmärkten und Veranstaltungen zu sehen waren. Bei gutem Wetter stellte Scholl seine Holzarbeiten vor seiner Scheune aus. Um 1907 begann er, Ausstellungsrundgänge zu veranstalten, welche von einem großen Teil der örtlichen Einwohnerschaft besucht wurden.
Scholl starb am Abend des 26. Februars 1916 in seinem Haus an einer Lungenentzündung, welche er sich beim Schneeschaufeln zugezogen hatte. Er wurde drei Tage später auf dem örtlichen Friedhof beigesetzt.

## Künstlerisches Vermächtnis
Einer von Scholls Söhnen stellte seine Werke noch 15 Jahre nach dessen Tod aus. Seine Familie verlor später das Interesse an seinem Werk und seine Skulpturen blieben in einer Scheune vergessen. In den 1960er Jahren entdeckten seine Enkel diese wieder. Die Nachkommen von Scholl brachten seine Werke später in die Stony Point Folk Art Gallery, dessen Inhaber stellten seine Werke 1967 in der Willard Gallery (New York City) aus. Die 37 ausgestellten Werke fanden großen Anklang und erlangten bei Kunstsammlern in den gesamten Vereinigten Staaten Bekanntheit. Viele von Scholls Werken sind in Museen im ganzen Land zu finden, darunter das State Museum of Pennsylvania, das Milwaukee Art Museum und das Whitney Museum of American Art. Er gilt heute als einer der einflussreichsten Volkskünstler Pennsylvanias des 20. Jahrhunderts.